# Diagrama fier–carbon
Fierul industrial (oțelul și fonta) conține întotdeauna o anumită cantitate de carbon, a cărui proporție determină proprietățile oțelului și fontei. Diagrama fier–carbon (Fe-C) este o diagramă de echilibru a aliajelor din sistemul binar fier–carbon, din care este formată compoziția fazelor în funcție de conținutul de carbon și de temperatură.
Dacă interesează evoluția temporală a structurii în urma răcirii cu diferite viteze, se folosesc așa-numitele diagrame TTT⁠(d).
Carbonul este cel mai important component de aliere din oțel, deoarece chiar și cele mai mici modificări ale conținutului de carbon au un impact major asupra proprietăților materialului. Totuși, valoarea informativă a diagramei fier–carbon devine mai mică cu cât se produce mai rapid răcirea sau încălzirea sau atunci când conținutul altor elemente de aliere este mai mare.Diagrama Fe–C este prezentată în două forme: sistemul metastabil⁠(d) Fe–Fe3C, în care carbonul apare sub formă legată, și sistemul stabil⁠(d) Fe–C, cu carbon sub formă de grafit. Cele două sisteme sunt de obicei prezentate într-o diagramă și etichetate corespunzător. Totuși, în practică este utilizat în principal sistemul metastabil Fe–Fe3C.

## Reprezentarea fazelor

Diagrama fier–carbon cu descrierea structurii

În diagrama fier–carbon, pe axa x este reprezentat carbonul în procent masic, iar pe axa y este reprezentată temperatura în grade Celsius. Diagrama este limitată la conținutul de carbon care prezintă interes din punct de vedere tehnic, de la 0 la 6,67 %. Procentul de 6,67 % carbon corespunde unui conținut de 100 % cementită.
Liniile reprezintă temperaturile la care apar schimbări de fază. Punctele semnificative sunt marcate cu litere. În unele documentații, punctul J este denumit punctul I.
Deasupra liniei ABCD (liquidus) aliajul este lichid. Linia AHJECF (solidus) corespunde temperaturii sub care aliajul este complet solidificat. În intervalul de temperatură dintre temperaturile lichidus și solidus, aliajul are o consistență moale și este format din topitură reziduală, fier δ, fier γ și cementită (Fe3C) în concentrații și proporții variate. Dacă aliajul se răcește sub linia liquidus, începe cristalizarea primară din topitură.
Datorită diferitelor modificări alotropice ale fierului, se formează diferite faze în funcție de conținutul de carbon. Fierul formează diverse cristale mixte de intercalare (soluții solide de fier α, γ și δ) cu solubilități diferite ale carbonului. Motivele pentru solubilitatea diferită a cristalelor mixte individuale sunt diferitele rețele spațiale și constanta rețelei⁠(d). Denumirile metalografice ale cristalelor mixte sunt ferită pentru cristale mixte α și pentru cristale mixte δ, respectiv austenită pentru cristale mixte γ.

## Componenți
- Topitura se referă la aliajul lichid fier–carbon. Deasupra liniei de liquidus întregul aliaj este prezent ca o topitură, între liniile de liquidus și solidus ca un amestec de cristale mixte și topitură, iar sub linia solidus ca cristale mixte.
- Ferită α (ferită alfa): structură cristalină rețea cubică centrată intern.[5]
- Austenită γ (austenită gama): structură cristalină cu rețea cubică centrată pe fețe.[5]
- Ferita δ (ferită delta): structură cristalină cu rețea cubică centrată intern.[5]
- Grafit (C, sistem stabil) sau cementită (Fe3C; sistem metastabil).[3]

Perlita și ledeburita nu sunt faze, ci amestecuri speciale de faze (structuri). Acestea apar doar într-un sistem stabil sau metastabil, adică cu răcire lentă. Pe de altă parte, răcirea rapidă (de exemplu în apă) are ca rezultat transformarea austenitei în martensită. Martensita este o structură dură și fragilă.
În sistemul metastabil există următoarele puncte, linii și fenomene caracteristice: 
Puncte
- A: (0 %/1536 °C) B: (0,53 %/1493 °C) C: (4,3 %/1147 °C) D: (6,67 %/1320 °C) E: (2,06 %/1147 °C)
- F: (6,67 %/1147 °C) G: (0 %/911 °C) H: (0,1 %/1493 °C) J: (0,16 %/1493 °C) K: (6,67 %/723 °C)
- N: (0 %/1392 °C) P: (0,022 %/723 °C) S: (0,8 %/723 °C) Q: (0,002 %/20 °C) M: (0 %/769 °C)
- S': (0,69 %/738 °C) E': (2,03 %/1153 °C) C': (4,25 %/1153 °C)

Linii
- Liquidus: A-B-C-D; solidus: A-H-J-E-C-F
- Eutectică: E-C-F; eutectoidă: P-S-K; peritectică: H-J-B

Fenomene
- Eutectic: 4,3 % la 1147 °C (punctul C)
- Eutectoid: 0,8 % la 723 °C (punctul S)
- Peritectic: 0,16 % la 1493 °C (punctul J)

## Denumirea metalografică
Denumirile metalografice ale cristalelor mixte sunt „ferită δ” pentru cristalele mixte δ, „austenită” pentru cristalele amestecate γ și „ferită” pentru cristalele mixte α.
| Denumire         | Conținut de C max | Denumire metalografică |
| ---------------- | ----------------- | ---------------------- |
| Cristale mixte δ | 0,10 % la 1493 °C | Ferită δ               |
| Cristale mixte γ | 2,06 % la 1147 °C | Austenită              |
| Cristale mixte α | 0,02 % la 723 °C  | Ferită                 |

Compusul fier-carbon Fe3C (cementita) este și ea o fază, dar aceasta nu trebuie confundată cu cristale mixte de fier, aceasta este o fază intermediară.
Cementita vine în trei forme diferite: primară (Fe3CI), secundară (Fe3CII) și terțiară (Fe3CIII), deși compoziția chimică a cementitei este întotdeauna aceeași:
| Denumire            | Origine                                      |
| ------------------- | -------------------------------------------- |
| cementită primară   | cristalizare primară din topitură (linia CD) |
| cementită secundară | precipitat din austenită (linia ES)          |
| cementită terțiară  | precipitat din ferită (linia PQ)             |

Pe lângă fazele pure, apar și amestecuri de faze:
| Denumire      | Format din                           | Domeniu                                       |
| ------------- | ------------------------------------ | --------------------------------------------- |
| perlită       | 88 % ferită și 12 % cementită        | 0,02 % până la 6,67 % la t ≤ 723 °C           |
| ledeburită I  | 51,4 % austenită și 48,6 % cementită | 2,06 % până la 6,67 % la 723 °C ≤ t ≤ 1147 °C |
| ledeburită II | 51,4 % perlită și 48,6 % cementită   | 2,06 % până la 6,67 % la t ≤ 723 °C           |

## Reacții izoterme
Diagrama fier-carbon prezintă trei reacții izoterme, o peritectică (linia HJB), o eutectică (linia ECF) și o eutectoidă (linia PSK).
Punctul H: Solubilitatea maximă a C în ferită δ.
Punctul J: Peritectic δ+S → γ.
La încălzire sau la răcire liniile care marchează cele mai importante transformări individuale sunt:
- A1 – linia P-S-K, la 723 °C austenita se descompune în perlită, cu conținut de carbon peste 0,02 %.[8]
- A2 – linia M-O, se referă la pierderea feromagnetismului feritei atunci când este încălzită peste 769°C (punctul Curie).[8]
- A3 – linia G-O-S, dacă răcirea scade sub această linie, se formează cristale amestecate α sărace în C (ferită), carbonul eliberat se acumulează în austenită până când atinge concentrația de eutectoid la 723 °C.[8]

Linia E-C-F se numește linia eutectică, deoarece aici apare eutecticul. Dacă topitura are concentrația eutectică de 4,3 % C, se transformă izotermic la 1147 °C (punctul C) într-o structură mixtă de austenită și cementită, așa-numita ledeburită.
Linia H-J-B se numește linia peritectică, aici cristalele mixte δ cu 0,09 % C și topitura reziduală cu 0,53 % C se precipită isotermic la 1493 °C pentru a forma cristale mixte γ cu 0,17 %  C (punctul J).

## Aplicație
Diagrama fier–carbon poate fi folosită pentru a explica comportamentul diferit al oțelului (aliaj de fier forjabil, de obicei cu sub 2,06 % C) și a fontei (aliaj de fier neforjabil, de obicei cu peste 2,06 %  C).
- Oțelul poate fi forjat deoarece poate fi obținut cu ușurință în gama largă și omogenă de compoziții provenite din austenită. Acest comportament nu are loc la fontă deoarece proporțiile mai mari de carbon sub formă de grafit sau ledeburită îngreunează forjarea, iar topirea este bruscă.
- Temperatura de topire a fierului pur este de 1536 °C, temperaturile de solidificare completă (sau de început de topire) a oțelului (linia A-H-J-E) și a fontei (linia E-C-F la 1147 °C) sunt de asemenea lizibile în diagramă. Punctul de topire mai scăzut al fontei este unul dintre motivele pentru care este mai ușor de turnat decât oțelul.

Reprezentarea grafică a acestor proprietăți în funcție de conținutul de carbon face din diagrama fier–carbon un instrument important pentru evaluarea și înțelegerea diferitelor aliaje feroase, care formează unul dintre cele mai frecvent utilizate grupuri de materiale.